# Erik Holmberg (jurist)
Erik Gunnar Holmberg, född 2 juli 1924 i Malmö Sankt Johannes församling, död 14 juli 2006 i Göteborgs Vasa församling, var en svensk jurist.
Holmberg avlade juris kandidatexamen vid Lunds universitet 1948. Efter tingstjänstgöring 1948–1951 blev han fiskal i Skånska hovrätten 1952, assessor där 1960 och hovrättsråd 1969. Holmberg var lagman i Hovrätten för Västra Sverige 1975–1990. Han promoverades till hedersdoktor i Lund 1984. Holmberg medverkade i flera statliga utredningar. Han var vice ordförande i Pressens opinionsnämnd 1976–1993 och ordförande där 1993–1995. Holmberg publicerade arbeten i tryckfrihetsrätt och allmän författningsrätt.